# Jennifer Haben
Jennifer Haben (St. Wendel, 1995. július 16. –) német énekesnő, a Beyond the Black szimfonikusmetal-együttes frontembere. Együttesét 2014-ben alapította, emellett szólóénekesként is jelentek meg munkái.

## Diszkográfia

### Vendégénekesként
- 2016: Masterpiece (Kissin’ Dynamite feat. Jennifer Haben; Album: Generation Goodbye)[1]
- 2018: In Twilight Hours (Kamelot feat. Jennifer Haben; Album: The Shadow Theory)
- 2022: Make It Better (Amaranthe feat. Jennifer Haben)